# ベルサイユ鉄道事故
ベルサイユ鉄道事故（ベルサイユてつどうじこ、英: Versailles rail accident）とは、1842年5月8日にベルサイユとパリを結ぶ鉄道のムードン駅 - ベルビュー駅間の切通しで発生した鉄道事故である。
ヴェルサイユ宮殿で開かれたルイ＝フィリップ1世の祝賀会の後、パリ行きの列車が先頭機関車の車軸の破損により脱線し、後続の客車が次々とそれに乗り上げ火災が発生した。この事故はフランスで初の鉄道事故であり、52人〜200人が死亡するという当時としては世界で死者数が最多の事故である。死者の中にはジュール・デュモン・デュルヴィルが含まれていた。この事故は乗客を客車に閉じ込めて輸送するというフランスの慣習を廃止する契機となった。
当時金属疲労はあまり知られておらず、この事故はその問題に対する系統的な研究の始まりにつながった。

## 事故の経過

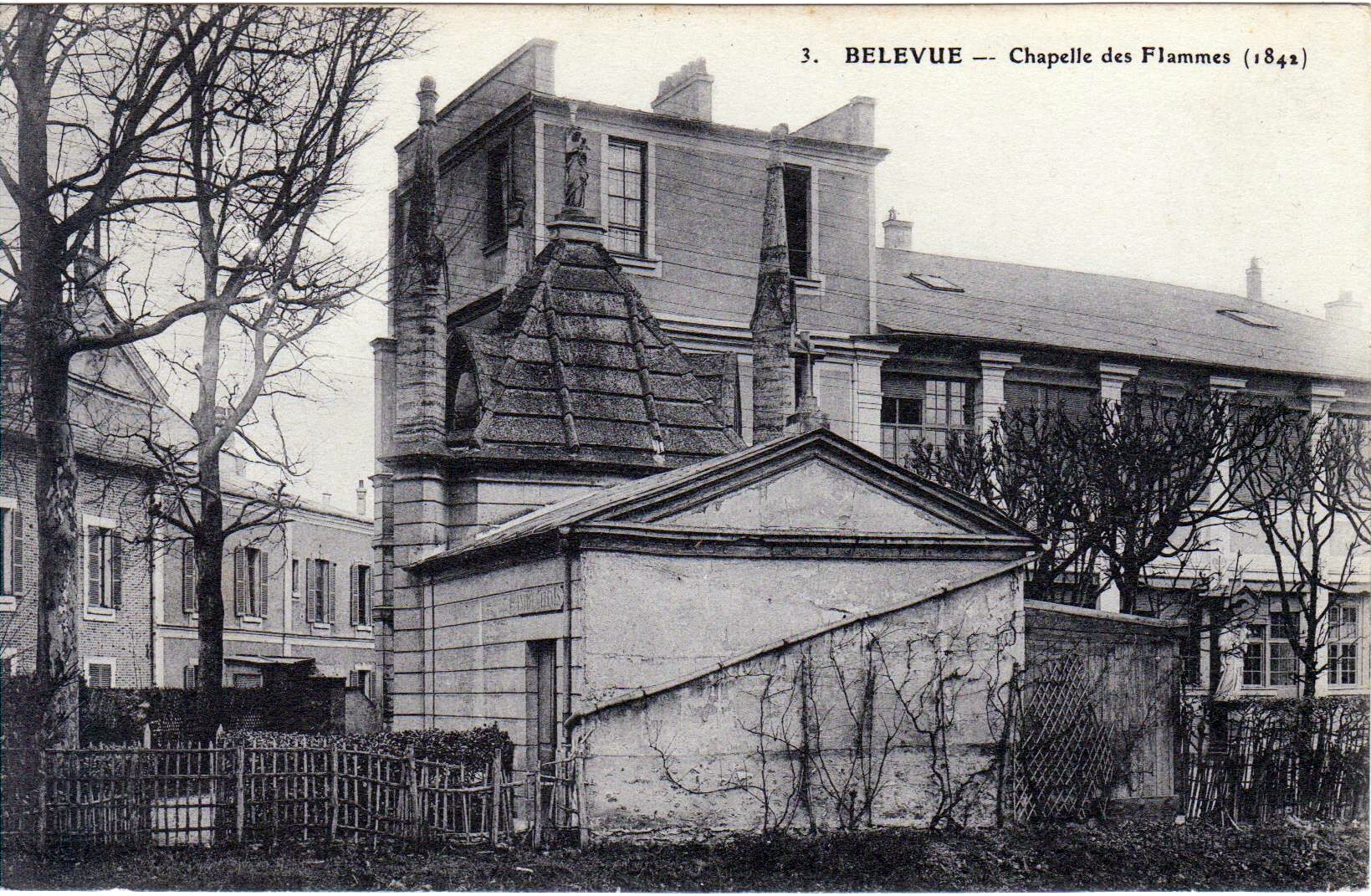
事故後にムードンに建てられた"Notre-Dame-des-Flammes"。現在は取り壊されて現存しない

1842年5月8日17時30分、パリ・モンパルナス駅方面行きの列車（蒸気機関車2両+客車16～18両）が左岸 (the rive gauche)  のべルサイユ駅を発車した。この日はルイ＝フィリップ1世に敬意を表し、ベルサイユ庭園で公共祝賀会が開かれており、列車は祝賀会からの帰路につく旅客で混雑（およそ770人が乗車）していた。
ムードン駅 - ベルビュー駅間を40km/hで走行中、先頭機関車の車軸のうち1本が折れて脱線し、火室の中身が散乱した。もう1台の機関車と客車は脱線した先頭機関車に乗り上げ、炎上した。
事故の少し前に列車からの飛び降り自殺が起こったことを受けて、警察がベルサイユを通る複数の鉄道会社に対し、発車前に必ず客車の外から施錠するように命じていた。多くの乗客が客車の中に閉じ込められ、脱出は困難を極めた。火の勢いが非常に強く、木製客車の金属部分までが溶け落ちて崩れるほどだったため具体的な死者の数を特定できず、52人〜200人と推定されている。犠牲者の中には探検家ジュール・デュモン・デュルヴィルとその家族も含まれており、医師・骨相学者のデュモンティエ (Dumontier) が、デュモン・デュルヴィルの彫像を作ろうとして頭部の鋳型をとったことのある彫刻家からの情報を手に入れる事で身元が判明した:60。また、重傷者も多く出た。
複数の宗教団体は「日曜日に旅行をしたため罰が下された」と主張した。犠牲者を追悼して "Notre-Dame-des-Flammes" と名付けられたチャペルがムードンに建設された。これは1938年に歴史的建造物としてリスト入りしたが、1959年にリストから外され、その後すぐに解体された。

## 影響
これは当時世界で最悪の鉄道事故であった。この事故はフランスにおいて乗客を客車に閉じ込めて輸送するという慣習を廃止する契機となった。フランス政府は事故調査のため委員会を設置した。これは耐用年数を決定できるよう車軸をテストすることおよび安全な距離を走行後に交換できるようにするために使用回数 (their usage) を記録することを推奨した。
当時金属疲労はあまり知られておらず、この事故はその問題に対する系統的な研究の始まりにつながった。エドワーズやランキン、その他の人々による研究は疲労過程を記述しており、ランキンは鉄道の車軸への解決策を開発した。その後、1856 - 1870年の間に、アウグスト・ヴェーラーの研究が車軸のテストの改善の助けとなり、車軸の耐用年数を増やした。

### 補足
1. ↑  ベルサイユ - パリ間には、セーヌ川の両岸に沿って鉄道が建設された。この路線は左岸に建設された方である。

### 参考資料
1. 1 2 3 4 5  Charles Francis Adams (1879). Notes on Railroad Accidents. G. P. Putnam's Sons オンラインではcatskillarchive.comで閲覧可能。 The Versailles Accident.
2. 1 2  Louis Armand (French). Histoire des chemins de fer en France. Presses Modernes. p. 42,
3. ↑  Patrice Boussel (1972) (French). Histoire de la vie française: Les révolutions, 1789-1871. Éditions de "l'Illustration," 2013年10月28日閲覧。
4. ↑  Le Siècle du 15 mai 1842, p. 1-2.
5. ↑  Pierre Mercier (1993). “L'opinion publique après le déraillement de Meudon en 1842” (French). Paris et Ile-de-France - Mémoires (tome 44) (Fédération des sociétés historiques et archéologiques de Paris et Ile-de-France).
6. ↑  Guy Fargette (2001) (French). Emile et Isaac Pereire. Harmattan. p. 69. ISBN 978-2-7475-0737-0 2013年10月28日閲覧。
7. ↑  M. Fuentes; M. Elices; A. Martín-Meizoso; J.-M. Martínez-Esnaola (13 September 2000). Fracture Mechanics: Applications and Challenges: Applications and Challenges. Elsevier. pp. 174–175. ISBN 978-0-08-043699-9 2012年10月26日閲覧。
8. ↑  “Chapelle Notre Dame des Flammes” (French). patrimoine-de-france.com. 2013年10月28日閲覧。
9. ↑  Gately, Iain. Rush Hour. p. 82. ISBN 9781781854068
10. ↑  Sendeckyj 2006, pp. 480–481.
11. ↑  Sendeckyj 2006, p. 472.
12. ↑  Sendeckyj 2006, p. 488.
13. ↑  Sendeckyj 2006, pp. 472–473.

## 関連書
- Peter R Lewis and Alistair Nisbet, Wheels to Disaster!: The Oxford train wreck of Christmas Eve, 1874, Tempus (2008) ISBN 978-0-7524-4512-0
- Louis Eugène Robert (1843) (French). Histoire et description naturelle de la commune de Meudon. Paulin. pp. 110–144 2013年10月28日閲覧。

座標: 北緯48度49分06秒 東経2度13分52秒 / 北緯48.8183度 東経2.23111度